# Il volteggio
Il volteggio è un film dei fratelli Auguste e Louis Lumière, compreso tra i dieci film che vennero proiettati al primo spettacolo pubblico di cinematografo del 28 dicembre 1895 al Salon indien du Grand Café di Boulevard des Capucines a Parigi.
Questo film è un esempio di come spesso i film dei Lumière non fossero delle semplici riprese della realtà, ma scenette decise su un canovaccio, che venivano poi "recitate" dagli attori non professionisti. La figura del personaggio che ride marcatamente ricorda il più famoso film La partita a carte del 1896.

## Trama
Il film mostra un personaggio in divisa che aiuta un altro vestito di bianco a salire su un cavallo, mentre un terzo regge le briglie. Il fantino però è un acrobata che inizia a saltare e scendere da cavallo, mentre colui che regge le briglie ride vistosamente battendosi una mano sul ginocchio.

## Produzione
Girato a Lione (Rhône-Alpes), prodotto dalla Lumière.

## Distribuzione
Distribuito dalla Lumière, fu uno dei dieci film che, il 28 dicembre 1895 al Salon indien du Grand Café di Boulevard des Capucins a Parigi, vennero presentati per la prima volta nella storia al pubblico, in uno spettacolo cinematografico. L'anno seguente, venne rifatto con lo stesso titolo, Voltige, sempre dai Lumière.

### Date di uscita
IMDb
- Francia	28 dicembre 1895	 (Parigi)
- Finlandia	luglio 1896

Alias
- Hyppyjä	Finlandia
- Trick Riding   USA

## La critica
Georges Sadoul:
(Georges Sadoul, Storia del cinema mondiale, p. 34.)
Gianni Rondolino:
(Gianni Rondolino, Manuale di storia del cinema,, p. 17.)